# Reserva biológica El Quimi
La Reserva Biológica El Quimi es una área protegida del Ecuador, se encuentra ubicada enteramente en la provincia de Morona Santiago en la zona sur de la cordillera del Cóndor, al noroeste limita con la línea divisoria internacional de la República del Ecuador, en dirección oeste siguiendo la divisoria de aguas (borde de la meseta) de los ríos Yukutais y Quimi.

## Características físicas

### Geología
El relieve dentro del área protegida es el de resultado de movimientos orogenéticos, lo que ha ocasionado una estructura interesante y muy particular formada principalmente por rocas metamórficas como las cuarcitas, filitas, pizarras negras, meta andesitas, metagrauvacas y esquistos graníticos; sedimentarias tales como areniscas silíceas, calizas y lutitas negras; y volcánicas  como lavas calcoalcalinas y rocas piroclásticas.

### Hidrología
La Reserva comprende la cabecera de la microcuenca del Quimi, a su vez esta forma parte de la cuenca del río Zamora, el área es de gran importancia debido a que protege a las nacientes de otros ríos.

### Clima
La temperatura promedio varía entre los 18 °C a 24 °C.

## Características biológicas
Según estudios realizados, no deben haber menos de 50 especies de mamíferos en la reserva. Entre los principales está el oso andino, el jaguar, la guanta andina, el coatí, los murciélagos y una variedad de pequeños roedores y marsupiales. El estudio de la diversidad en estas áreas es incipiente debido a la falta de recursos económicos que financien estudios biológicos y a la dificultad del acceso.